# زرآوندها
زرآوندها سرده‌ای از پروانه‌های جهان نو هستند که در تیره پروانه‌های دم‌چلچله‌ای قرار دارند. این پروانه‌ها بیشتر در اطراف گیاه زراوند زندگی می‌کنند. این سرده در سال ۱۷۷۷ توصیف علمی شد.

## نگارخانه

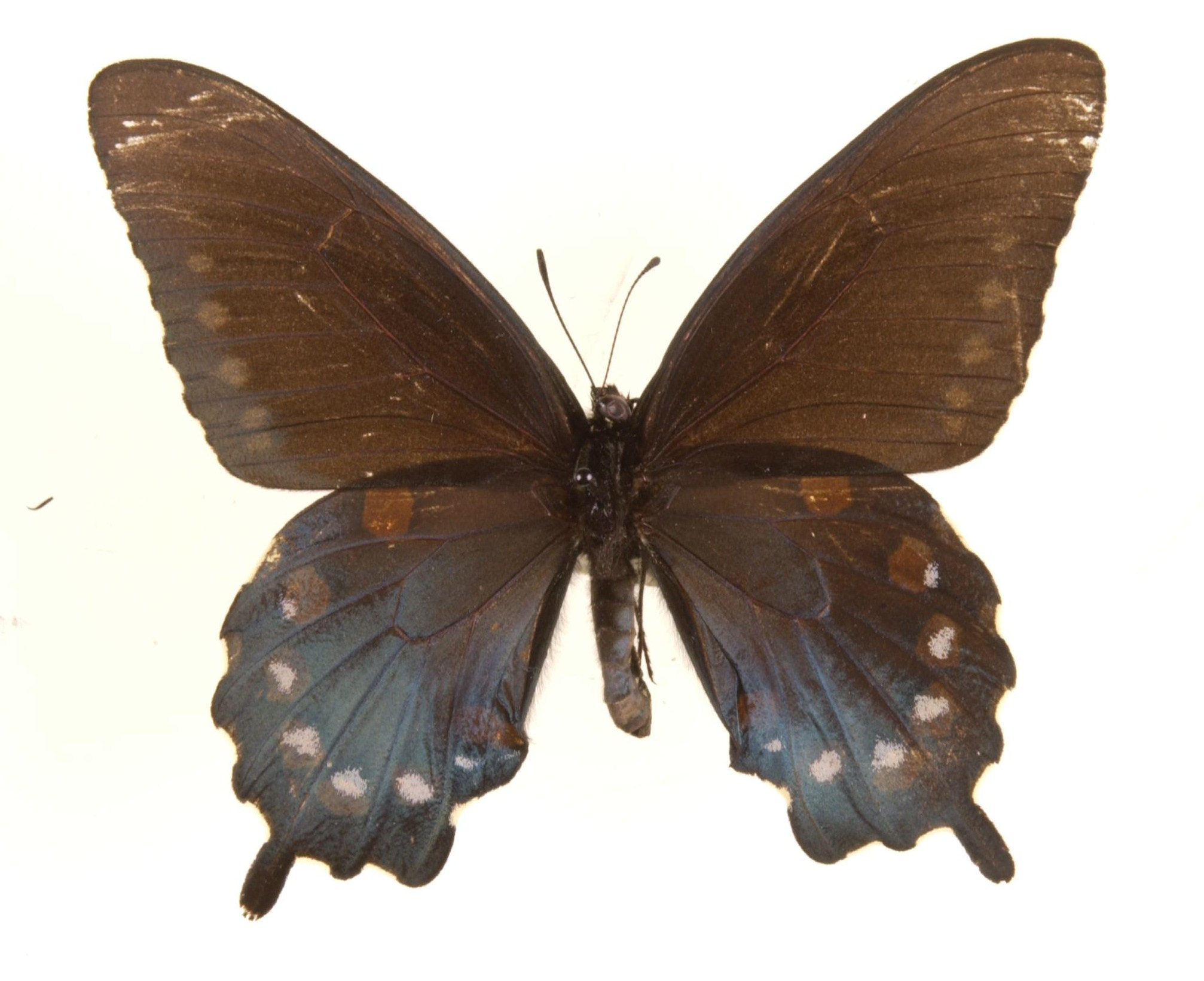
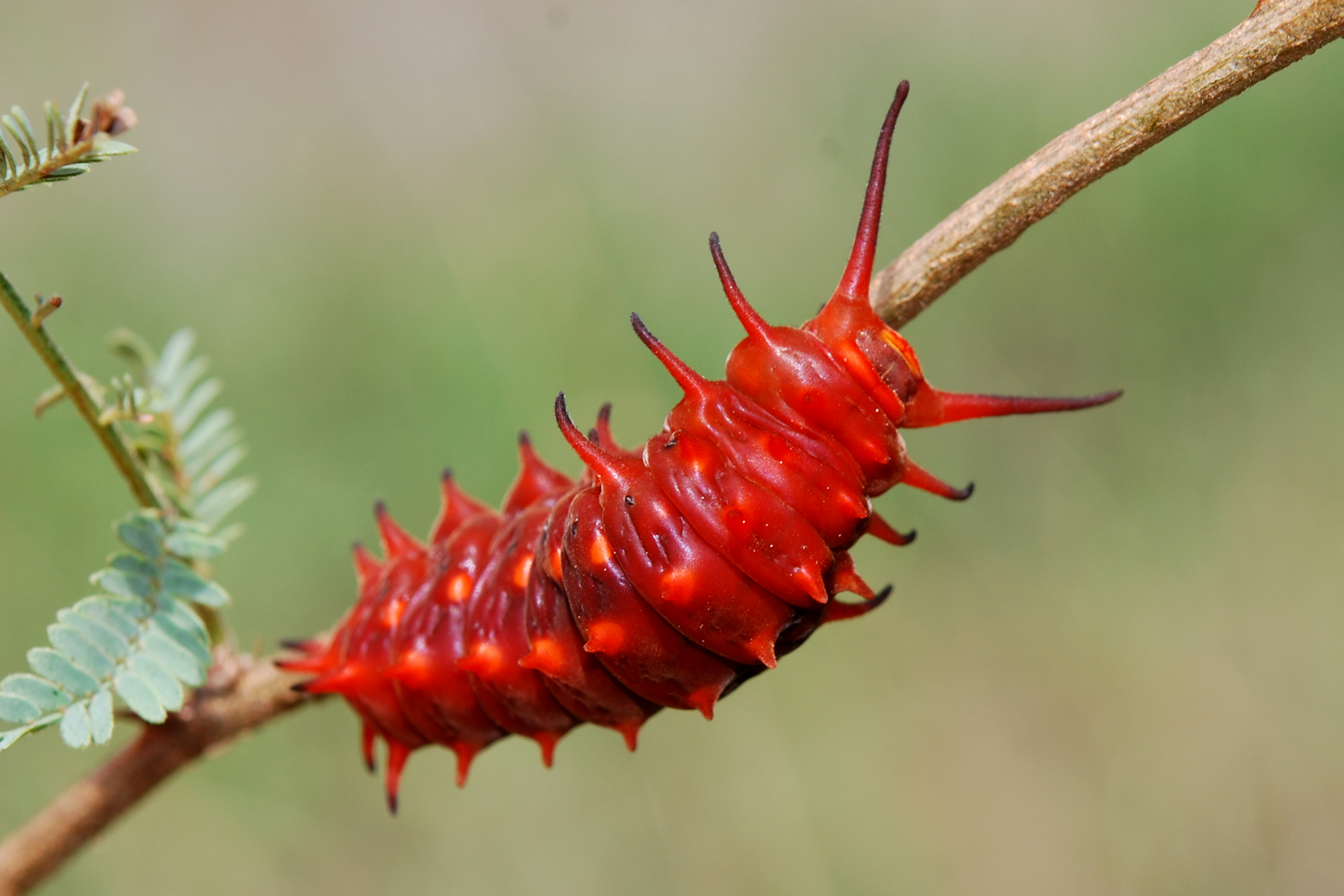